# Duderstadt
Duderstadt är en stad i Landkreis Göttingen i förbundslandet Niedersachsen i Tyskland.

## Historia
Duderstadt var under trettioåriga kriget en stödjepunkt för de kejserliga, men erövrades av Wihelm av Sachsen-Weimar den 27 juli 1632. 
Under Kejsardömet Tyskland var staden kretsstad i det preussiska regeringsområdet Hildesheim och hade år 1900 5327 invånare.

## Galleri

Duderstadt
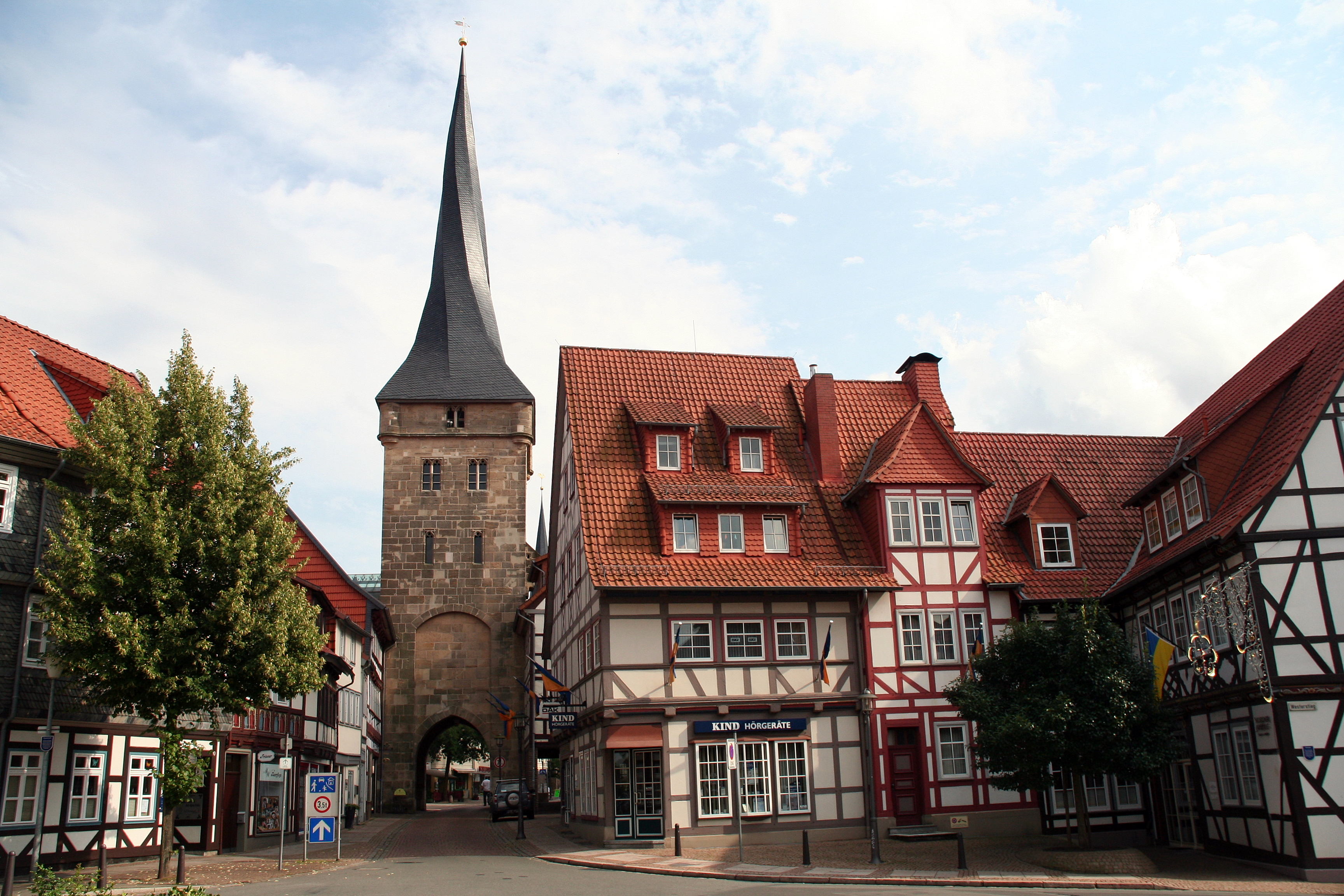
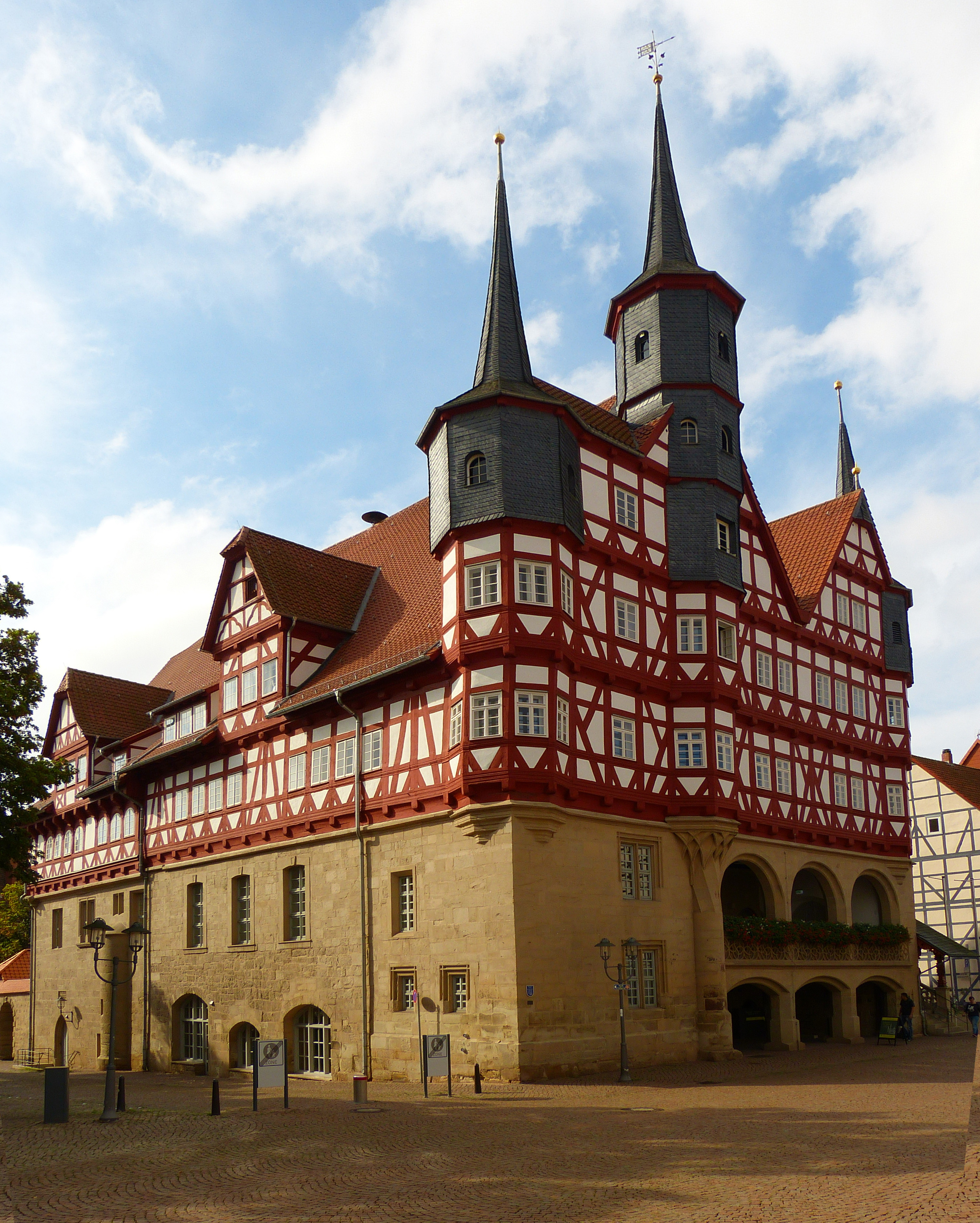
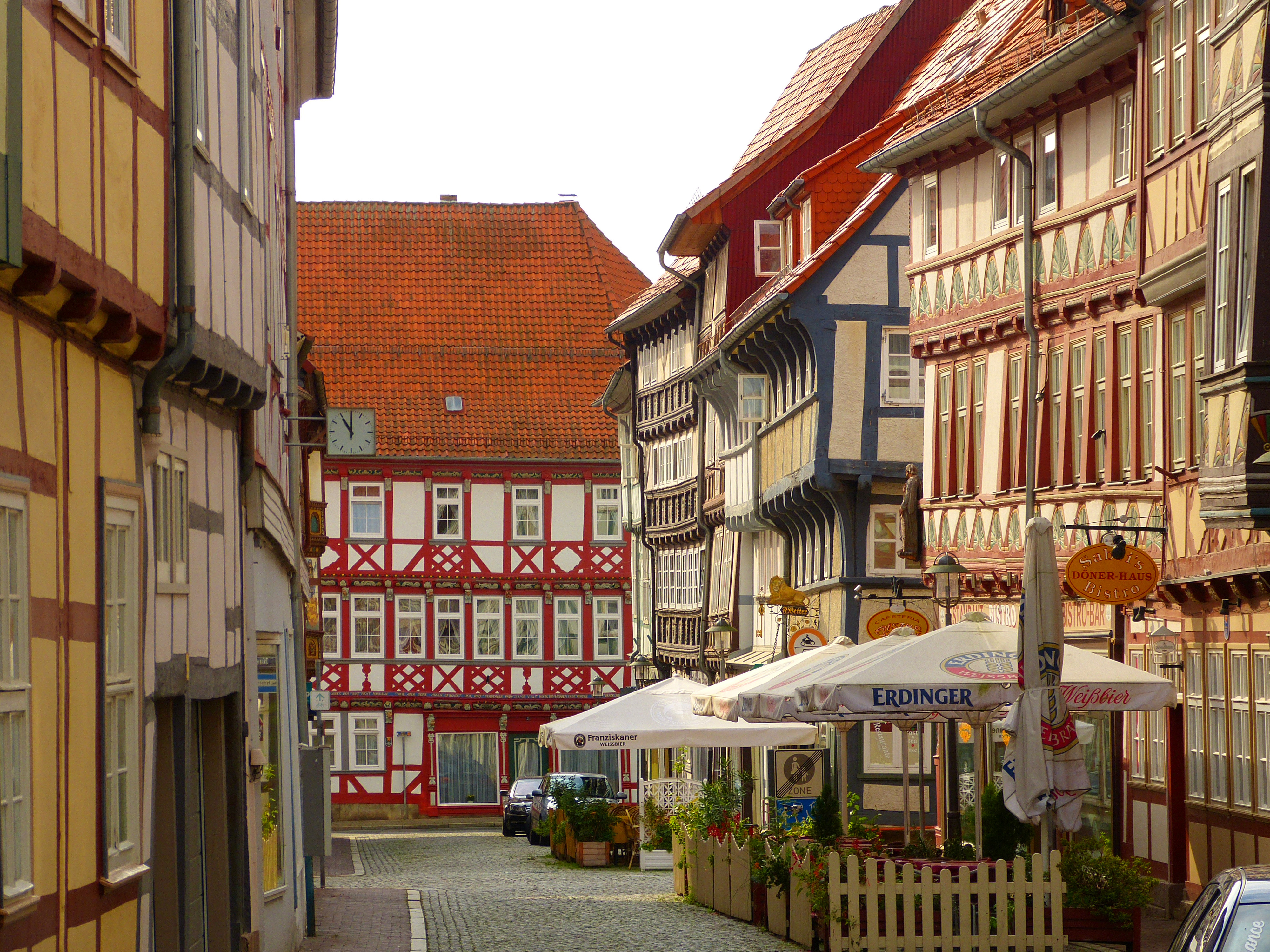
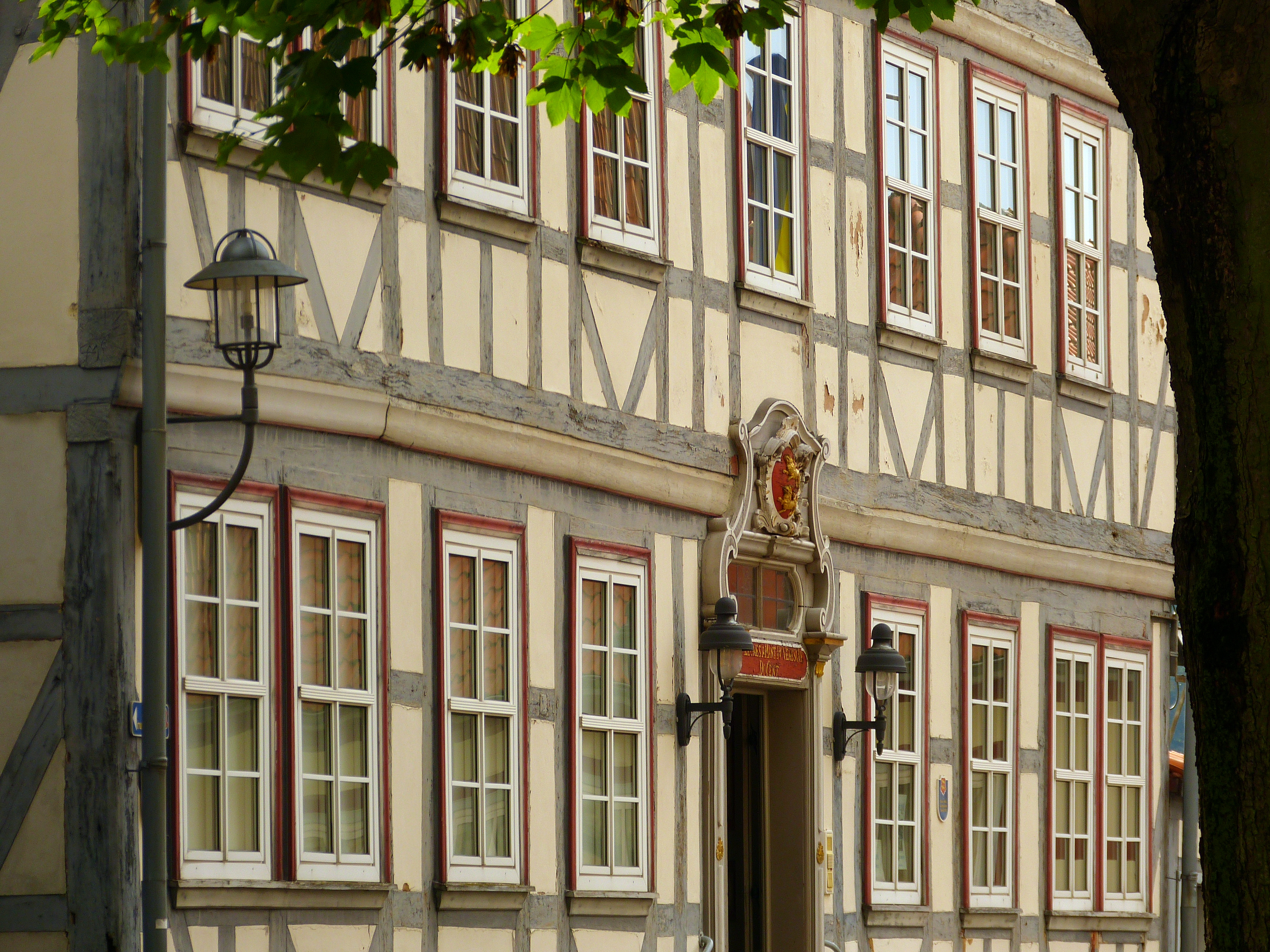
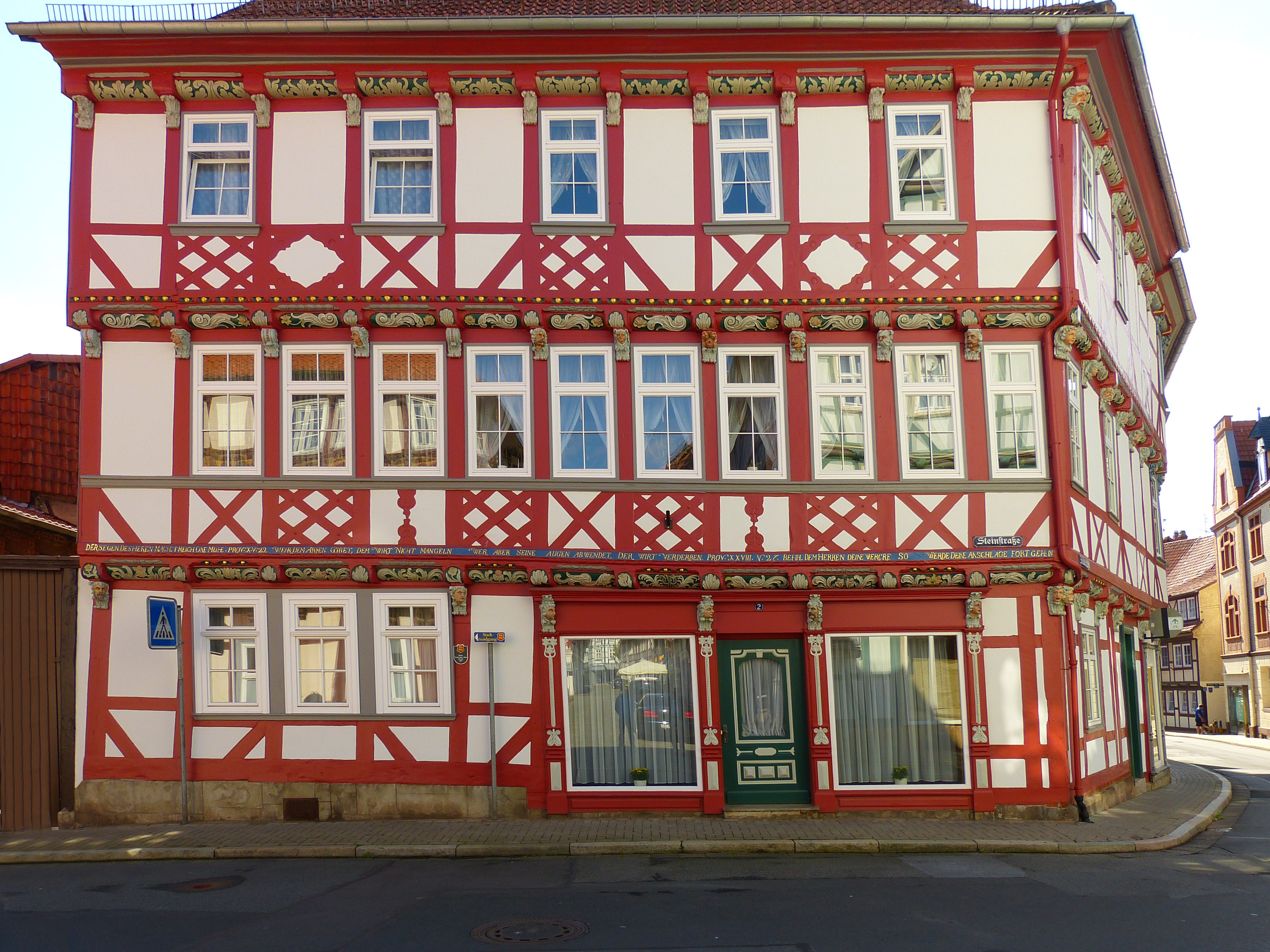
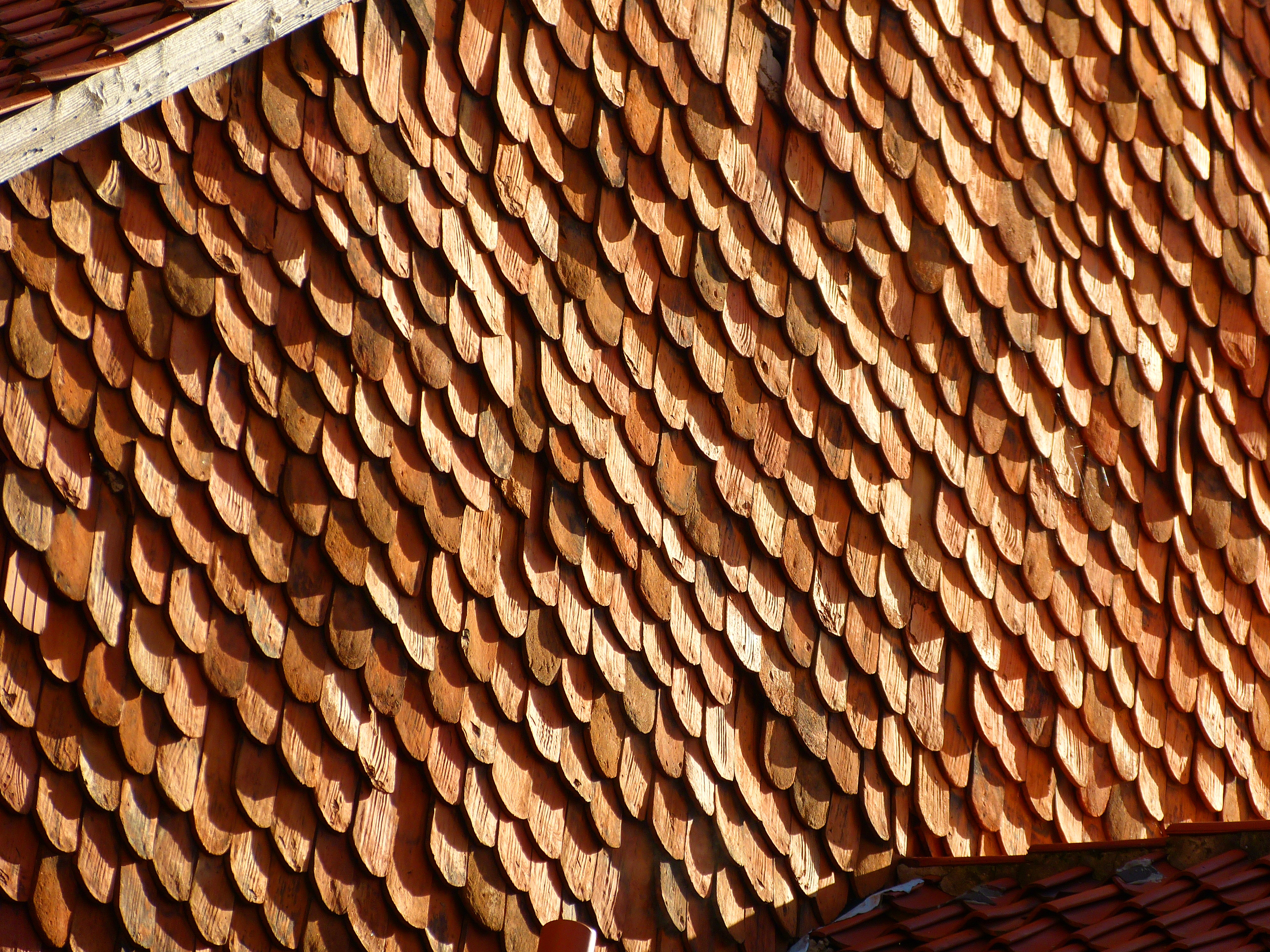
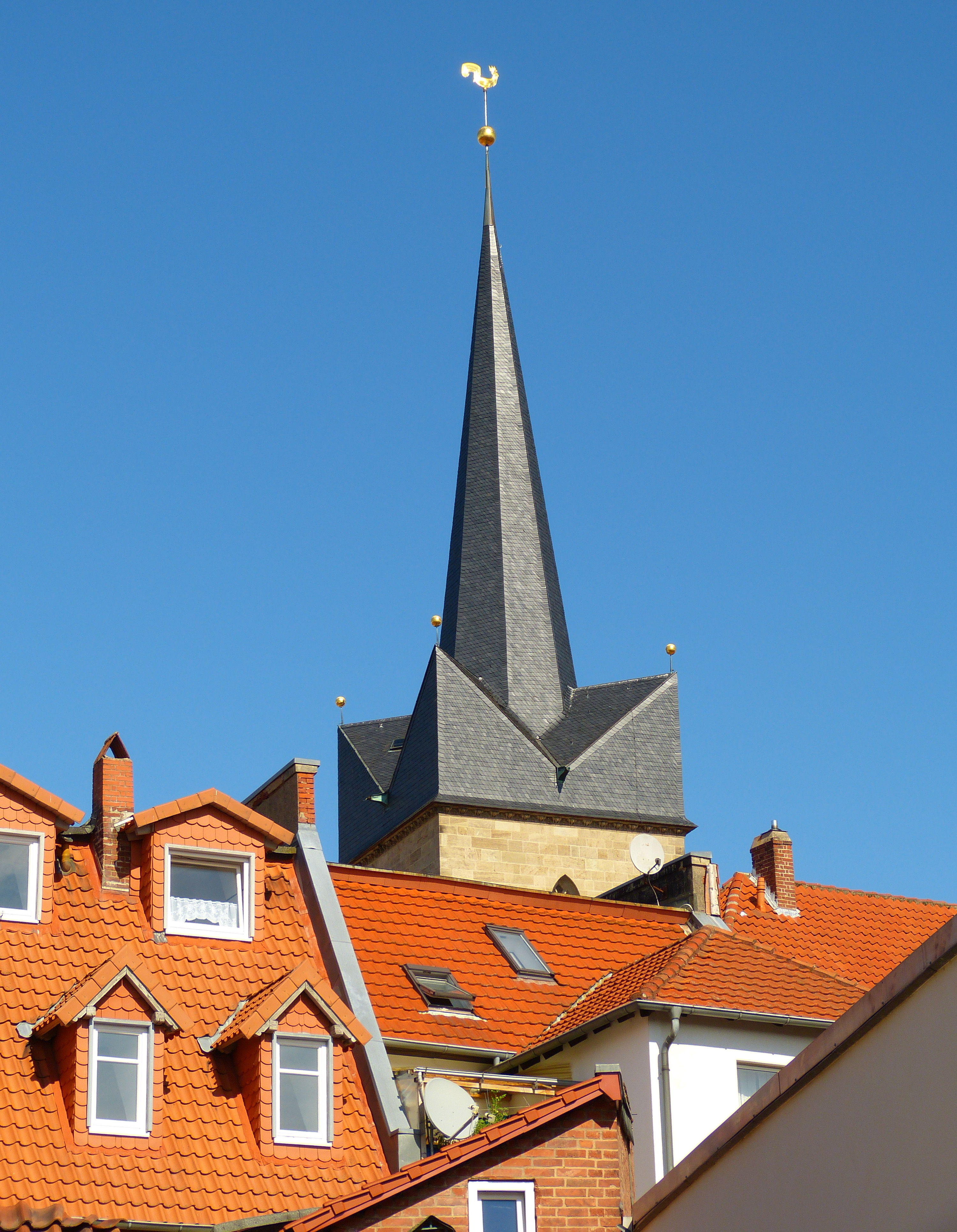
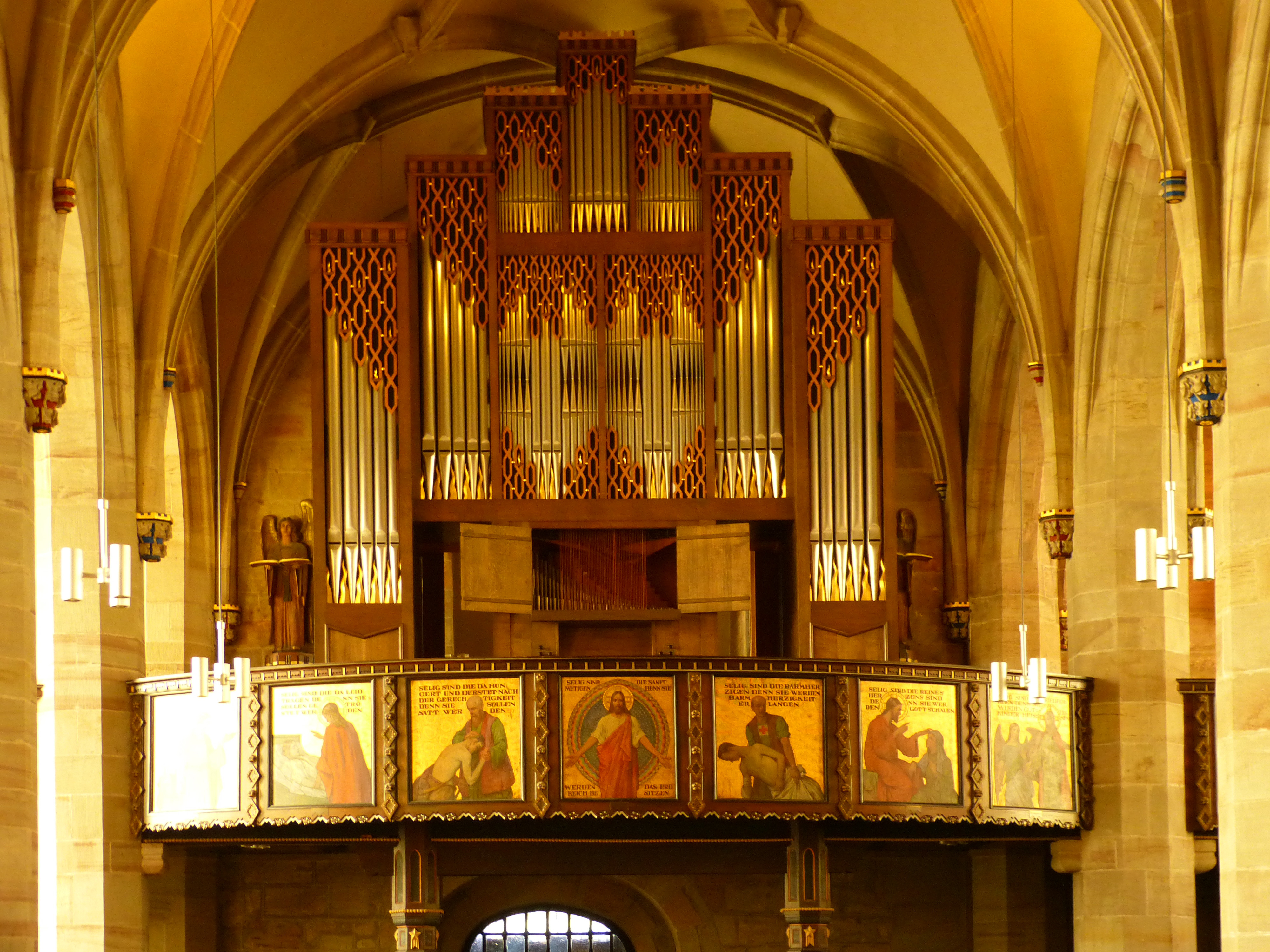